# Un paradoxe français
Cet article possède un paronyme, voir Paradoxe français.
 (juillet 2014).
Un paradoxe français : Antiracistes dans la Collaboration, antisémites dans la Résistance est un ouvrage du chercheur et universitaire Simon Epstein, historien dont les travaux portent sur l’histoire d’Israël et de la France, et spécialiste de l'antisémitisme.
Cet ouvrage publié en 2008 étudie le parcours de personnalités qui s'engagèrent dans l'antiracisme dans les années précédant la Seconde Guerre mondiale avant de s'impliquer dans la collaboration sous l’Occupation ; inversement, il établit la surreprésentation par rapport à leur poids politique des militants d’extrême droite, en particulier antisémites, parmi les fondateurs de la Résistance et les premiers soutiens du général de Gaulle.
Ainsi, Epstein constate que le gouvernement de Vichy compte dans ses rangs davantage d’ex-philosémites que d'antisémites connus, que les anciens du combat antiraciste furent nombreux au Rassemblement national populaire et à la direction du Parti populaire français, et que certains s’engagèrent dans les Waffen-SS. Il rappelle également que les antisémites abondent dans la Résistance, aussi bien dans les réseaux et les maquis, qu’à Londres ou à Alger (sièges de la France libre). Ainsi, par exemple, ce livre contribue à expliquer le fait que le quotidien communiste L’Humanité fasse peu de mentions des Juifs dans ses articles sur le retour des détenus des camps nazis, en mai et juin 1945.
L’ouvrage est composé de trois parties : « Les antiracistes dans la Collaboration », « Mémoire des dérives et dérive des mémoires », « Les antisémites dans la Résistance ».

## Réception
Dans le journal Le Monde, l'historien et journaliste Thomas Wieder a rendu compte du livre de Simon Epstein dans un article qui évoque également le travail de Renée Poznanski :
« [Simon Epstein] avait déjà rappelé, dans Les Dreyfusards sous l'Occupation (Albin Michel, 2001), que d'ardents défenseurs du capitaine Dreyfus étaient devenus, quarante ans après l'Affaire, des suppôts de l'ordre hitlérien. Dans son nouvel ouvrage, l'historien navigue en partie dans les mêmes eaux troubles. Puisant, cette fois, dans deux viviers distincts. Le premier est constitué des « antiracistes » de l'entre-deux-guerres ayant ensuite dérivé vers la Collaboration. Hommes politiques, hauts fonctionnaires, écrivains et journalistes, issus généralement de la gauche, ils militèrent à la Ligue internationale contre l'antisémitisme (LICA), se proclamèrent antifascistes après le 6 février 1934 et signèrent des pétitions contre les lois anti-juives de Nuremberg apparues en 1935 . Mais, après la défaite, ils furent ministres (Joseph Barthélemy), écrivirent dans la presse collaborationniste (Jean Luchaire), ou furent membres des Waffen-SS (Jean-Marie Balestre). Les notices biographiques, plus ou moins étoffées, se succèdent par dizaines. Elles soulignent les facteurs, par ailleurs bien connus, qui ont pu motiver les « conversions » – pacifisme, anticommunisme voire simple opportunisme. À l'inverse, le cheminement qui conduisit des « antisémites » à la Résistance avait été jusque-là moins systématiquement étudié. Ce sont ces trajectoires que Simon Epstein a voulu retracer dans la seconde partie du livre. Sur ce point, la démonstration se révèle cependant moins convaincante. Si elle vaut pour un Loustaunau-Lacau, qui fut un pourfendeur de la « pieuvre juive » avant de fonder, au début de l'Occupation, le réseau Alliance, elle frise l'amalgame grossier quand l'interprétation d'un bref passage d'une lettre de De Gaulle datant de 1919 suffit à prouver l'« aversion antijuive » de l'homme du 18 juin. »
Dans la recension critique du livre de Marc-Olivier Baruch, Des lois indignes ? Les historiens, la politique et le droit (Tallandier, 2013), Humberto Cucchetti écrit :
« la lecture Des lois indignes… interdit toute correspondance entre mémoire nationale et couleur politique des majorités au pouvoir. François Mitterrand en est un exemple, si l’on songe à certains gestes mémoriels – parfois en termes antigaullistes (p. 90-91) – qui ont été possibles sous sa présidence, cependant que d’autres étaient freinés (p. 66-77, 90-94). De ce point de vue, il est indispensable de revenir à l’ouvrage de l’historien Simon Epstein, Un paradoxe français (2008, Un paradoxe français. Antiracistes dans la Collaboration, antisémites dans la Résistance, Paris, A. Michel, p. 543-577). Dans la deuxième partie de son livre, il se penche longuement sur les manières de produire des mémoires et les dérives de cette production dans le sens d’une dilution des responsabilités (ou, dit de manière plus neutre, des agissements) d’une importante partie des élites administratives républicaines (une histoire que Marc-Olivier Baruch connaît parfaitement) et de figures politiques et intellectuelles de gauche pendant l’Occupation allemande et le régime de Vichy. Dans cette production mémorielle, François Mitterrand joue un rôle fondamental pendant ses deux septennats. »
Ancien professeur à l'Institut d'études politiques puis directeur-adjoint des Presses de Sciences-Po, Marc Riglet a pointé l'« éclairage nouveau sur les motifs de l'engagement politique entre 1939 et 1945 » dû au travail de Simon Epstein :
« Simon Epstein apporte de nouvelles et précieuses lumières. Cela tient au léger décentrement qu'il imprime à son objet d'étude. Plutôt que de scruter les «dérives» de la gauche vers la droite, il considère le marqueur «antisémitisme» et il s'interroge sur son caractère décisif ou non dans le choix fait par les élites politiques soit de Vichy et de la Collaboration, soit de la Résistance. On est alors frappé par la foule de ceux qui, ayant milité dans les années 1930 à la LICA, l'ancêtre de la Ligue contre le racisme et l'antisémitisme, s'abîmeront dans les pires engagements de la Collaboration. Un seul exemple, celui de Jean-Marie Balestre, le président de la puissante Fédération internationale du sport automobile, récemment décédé. Ancien Waffen SS, Jean-Marie Balestre était, en 1939 encore, membre du bureau des jeunes de la LICA. Or une telle volte-face n'est en rien une bizarrerie. En offrant près d'un millier de notices biographiques, toutes excellemment troussées, Simon Epstein brosse le tableau accablant de ces métamorphoses qui voient l'antiraciste d'avant-guerre verser, à partir de 1940, dans l'antisémitisme le plus abject. Les cas de figure inverses, l'antisémite entrant en résistance, renonçant à son préjugé comme d'Astier de La Vigerie, ou bien ne s'en départant pas comme le maurrassien Du Jonchay, sont finalement plus connus. Mais ce qui confère au livre de Simon Epstein sa portée essentielle tient à la mise en évidence de la variable principale qui détermine les choix de l'engagement. Plus que la gauche ou la droite, plus que l'antiracisme ou l'antisémitisme, c'est le pacifisme qui fait le tri. »